# The Zephyr Song
The Zephyr Song è una canzone dei Red Hot Chili Peppers. Si tratta del secondo singolo estratto dal loro ottavo album in studio, By the Way, del 2002.
Come singolo, fu pubblicato in quattro versioni diverse, con quattro B-Sides differenti ed inediti: Body of Water, Someone, Out of Range e Rivers of Avalon.

## Promozione
La canzone è stata suonata praticamente in ogni concerto del tour By the Way fino al 2004. 
Dopo oltre dieci anni di assenza il brano è tornato ad essere suonato con frequenza dal vivo, a partire dal concerto che la band ha tenuto alla Mercedes-Benz Arena di Berlino, il 3 novembre 2016.

## Video musicale
Il video, uscito il 3 dicembre 2002, è stato diretto da Jonathan Dayton e Valerie Faris, già registi e autori di altri videoclip per i Red Hot Chili Peppers.
il video intende ricreare gli effetti visivi di un caleidoscopio, creando l'atmosfera psichedelica ricercata dalla band.

## Tracce

### CD single (2002)
1. The Zephyr Song (Album) - 3:52
2. Body of Water (Unreleased) - 4:41
3. Someone (Unreleased) - 3:24

### CD version 2 (2002)
1. The Zephyr Song (Album) - 3:52
2. Out of Range (Unreleased) - 3:58
3. Rivers of Avalon (Unreleased) - 3:39

### CD version 3 (2002)
1. The Zephyr Song (Album)
2. Out of Range (Unreleased)

### 7" single (2002)
1. The Zephyr Song (Album)
2. Out of Range (Unreleased)

## Formazione
- Anthony Kiedis - voce, cori
- John Frusciante - chitarra, tastiera, cori
- Flea - basso
- Chad Smith - batteria, drum machine